# Organismes de décentralisation régionale

Limites des EDR, identiques à celles des anciennes provinces.

Les organismes de décentralisation régionale (en italien enti di decentramento regionale, EDR) sont quatre subdivisions administratives de la région autonome italienne du Frioul-Vénétie Julienne instituées par la loi régionale no 21 du 29 novembre 2019 et opérationnelles depuis le 1er juillet 2020. Leur territoire correspond à celui de provinces dissoutes en 2016.

## Caractéristiques
L'article 27 de la loi régionale 21/2019 établit la dissolution de plein droit, à partir du 1er janvier 2021, des ancienne unions territoriales intercommunales (Unioni Territoriali Intercomunali), qui, elles-mêmes, ont remplacé les anciennes provinces abolies au Frioul-Vénétie Julienne par la loi régionale n° 20 du 9 décembre 2016.
Le territoire de chacun des quatre organismes correspond à celui des provinces qu'ils remplacent.
Ils possèdent leur propre personnalité juridique et leur autonomie comptable, organisationnelle et de gestion, mais ils sont néanmoins soumis au contrôle de la région.
Chaque EDR possède :
- un service technique qui est responsable, entre autres, de la gestion des constructions de bâtiments destinés à l'enseignement secondaire ainsi que  de travaux publics relevant de la compétence des communes sur leurs territoires respectifs si elles en font la demande ;
- un service d'affaires générales, avec des fonctions administratives et comptables transverses.

En plus de cela, les organismes de décentralisation régionale servent de centrale d'achat pour l'acquisition de biens et de services par les collectivités locales de leur territoire, conformément à la législation nationale et régionale sur les marchés publics.
Les municipalités peuvent déléguer aux EDR la planification et l'exécution de travaux publics relevant de leur compétence. Les EDR peuvent conclure des accords avec les municipalités intéressées pour l'utilisation des bâtiments scolaires.

## Liste des organismes de décentralisation régionale
| EDR       | Chef-lieu | Nombre de communes |
| --------- | --------- | ------------------ |
| Gorizia   | Gorizia   | 25                 |
| Pordenone | Pordenone | 50                 |
| Trieste   | Trieste   | 6                  |
| Udine     | Udine     | 134                |